# Besse Cooper
Besse Cooper (26. kolovoza 1896. – 4. prosinca 2012.) bila je najstarija žena na svijetu.

## Životopis
Rođena je u Tenesseesu u SAD-u. U vrijeme Prvog svjetskog rata preselila u Georgiju, gdje je bila učiteljica. Kada su je pitali koja je tajna njezine dugovječnosti, Besse Cooper bi odgovarala: "Gledam svoja posla i ne jedem brzu hranu". Udala se 1924. za Luthera s kojim je imala četvero djece. Za svoj 114. rođendan bila je okružena s 12 unučadi, desetak praunučadi i nekoliko prapraunučadi. Besse je proglašena najstarijom ženom na svijetu u siječnju, no potom joj je titula oduzeta jer je otkrivena Brazilka Maria Gomes Valentin, koja je starija od nje 48 dana.
Besse je u siječnju 2011. godine ušla u Guinnessovu knjigu rekorda. Preminula je 4. prosinca 2012. u 116 godini.